# Łutówka
Wiśnia 'Łutówka' – odmiana uprawna (kultywar) wiśni o późnej porze dojrzewania owoców. Jest bardzo stara, nieznanego pochodzenia, najprawdopodobniej francuskiego lub holenderskiego. Uprawiana we wszystkich krajach, w których uprawia się wiśnie. W Polsce jest znana od dawna i bardzo popularna. Jest najczęściej uprawianą wiśnią, zarówno w uprawie towarowej jak i amatorskiej. 
Łutówka jest rodzajem wiśni typu morello (z wł. morello - czarny, ciemny, od łać. Maurus - Maur) - kwaśnej, o ciemnej skórce, ciemno czerwonym miąższu i ciemno czerwonym soku, w odróżnieniu od wiśni typu amarelle (od średniowiecznej łaciny "amarellus", z łać. amarus - gorzki, kwaśny) - kwaśnej, o jasno czerwonej skórce, żółtym miąższu i bezbarwnym soku, w Polsce znanej jako wiśnia "Szklanka". 
Prócz łutówki istnieje wiele innych kultywarów wiśni typu morello, różniących się smakiem, aromatem  i wielkością owoców, pokrojem, wielkością, kolorem i woskowatością liści, czasem dojrzewania i innymi cechami wynikającymi z genetyki kultywaru.
Przykładowo są to Griotte du Nord, Griotte Joliette, morello angielskie, dalmatyńska wiśnia maraska (ang. marasca cherry), z której przetworem są wiśnie maraschino do koktajli i dekorowania tortów, oraz likier maraskino, kanadyjskie odmiany z serii "Romance" z Uniwersytetu  Saskatchewan. Importowana na przełomie lat 1980-tych i 1990-tych z Polski do Kanady wiśnia łutówka jest znana w Kanadzie również pod nazwą "Rose cherry" od imienia żony hokejowego komentatora sportowego Dona Cherry.
Nazwa pochodzi od miary masy jaką mają móc osiągać owoce - łuta, bo jest kultywarem o stosunkowo dużych owocach w porównaniu z innymi kultywarami typu morello.
Polska łutówka jest odporna na mróz i nadaje się do uprawy w zimnym klimacie Kanady i północno- zachodnich Stanów Zjednoczonych.

## Morfologia

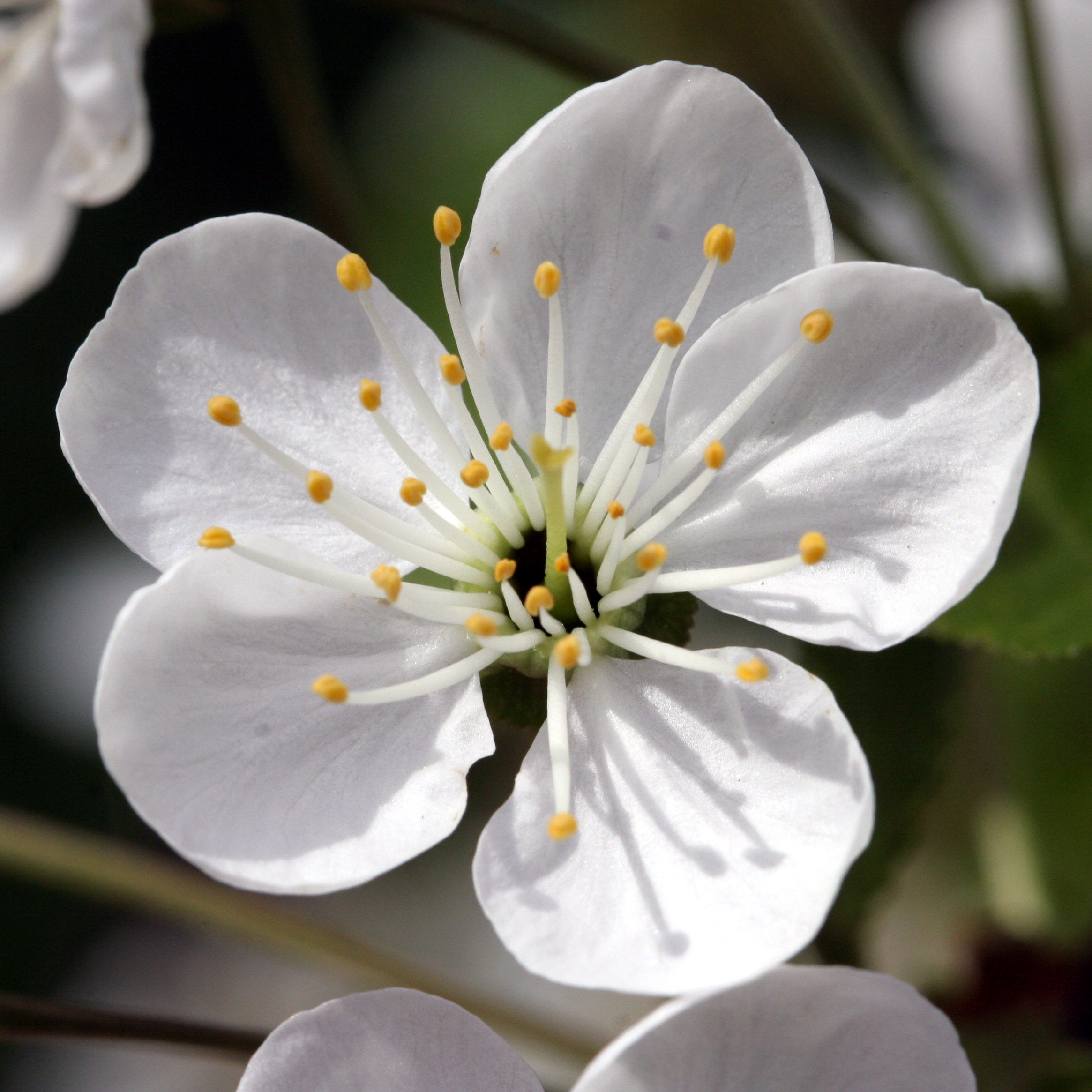
Kwiat Łutówki

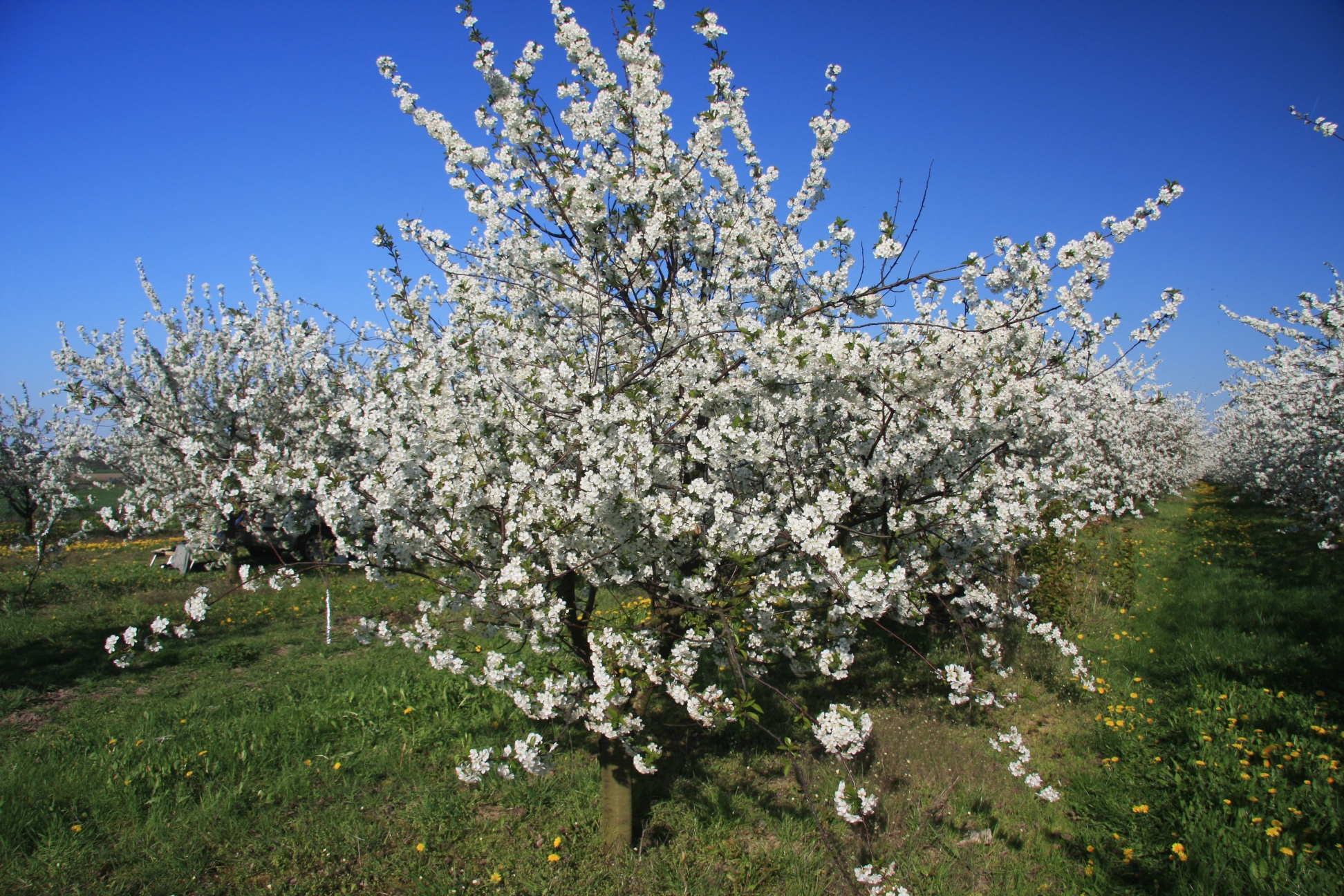
Kwitnące drzewa łutówki w sadzie

PokrójDrzewo rośnie średnio silnie na podkładce czereśni ptasiej lub słabo na antypce. Tworzy koronę dość rzadką, kulistą, o gałęziach skierowanych bardziej stromo w górę (czereśnia) lub rozchylających się na boki (antypka). Rozgałęzienia dalszego rzędu wyrastają pod kątem prostym i mają tendencję do zwisania i ogałacania się. Owocuje wyłącznie na długopędach.
LiścieŚredniej wielkości, mięsiste, ciemnozielone, nieco rynienkowato ułożone wzdłuż nerwu. Ogonki liściowe są sztywne, z długo utrzymującymi się przylistkami.
KwiatyWolnopłatkowe, płatki korony lekko wklęsłe, białe, dość duże o średnicy 2,5–3,0 cm, osadzone w podbaldaszkach po 4–5 sztuk, w pełni rozwinięte mają dużo nektaru. Kwitną późno i są odporne na niekorzystne warunki atmosferyczne.
OwoceDuże pestkowce, niekiedy bardzo duże (5–7g) szerokokuliste lub kuliste, o zaokrąglonym czubku i spłaszczonej stronie szwu. Skórka jest mocna, ciemnowiśniowo-brązowa, nieco ciemniejsza wzdłuż szwu. Strona przednia owocu jest spłaszczona, często z szerokim wklęśnięciem wzdłuż szwu, głębszym bliżej szypułki. Strona tylna równo uwypuklona, u większych owoców z widoczną płytką bruzdką. Szypułka jest średniej długości (32–42 mm), zielona, mięsista, dość gruba i miernie zrośnięta z owocem. Miąższ jest ciemnoczerwony, miękki, soczysty i kwaśny, dobrze oddzielający się od pestki. Sok ciemnoczerwony, barwiący.

## Uprawa
Jest najpowszechniej uprawianą w Polsce odmianą wiśni w sadach towarowych. Znajduje się w rejestrze Odmian Roślin Uprawnych prowadzonym przez Centralny Ośrodek Badania Odmian Roślin Uprawnych od początku jego istnienia. Jako podkładki najczęściej stosuje się siewki antypki lub czereśni ptasiej lub rozmnażane wegetatywnie podkładki Colt i F12/1.

### Zapylenie
Jest odmianą samopylną, czyli może rosnąć w monokulturze i dobrze owocuje, jest także dobrym zapylaczem dla innych obcopylnych odmian.

### Zdrowotność
Drzewo jest wytrzymałe na mróz; na brunatną zgniliznę drzew pestkowych (monilioza) jest średnio wrażliwe, natomiast bardzo wrażliwe na drobną plamistość liści drzew pestkowych powodowaną przez grzyb Blumeriella
jaapi (Rehm) Arx. Uprawiane na podkładce – czereśni ptasiej jest mniej wrażliwe na raka bakteryjnego. Pąki kwiatowe są dość wytrzymałe na mróz.

### Zbiór i przechowywanie
W warunkach polskich, w zależności od rejonu i typu gleby, dojrzałość zbiorczą osiąga w końcu lipca lub na początku sierpnia. Tak jak większość wiśni zbiera się je bez szypułek, lecz ze względu na wyciekający sok nie nadaje się do przechowywania.
Nadaje się do zbioru mechanicznego, do którego powinna być uprzednio przygotowana poprzez oprysk preparatami stymulującymi produkcję etylenu, co poprawia równomierność wybarwienia oraz łatwiejsze odrywanie się szypułek. Ponadto drzewa muszą mieć uformowany co najmniej 80 cm pień. Koszt zbioru mechanicznego (z uwzględnieniem amortyzacji maszyn) ocenia się na 1/2-1/3 kosztów zbioru ręcznego.